# Synagelides zebrus
Synagelides zebrus là một loài nhện trong họ Salticidae.
Loài này thuộc chi Synagelides. Synagelides zebrus được Peng & Li miêu tả năm 2008.